# 卡略拉爾漢科山
16°58′01″S 70°05′10″W / 16.96694°S 70.08611°W
卡略拉爾漢科山（Qallu Larqanku），是秘魯的山峰，位於該國東南部普諾大區，由埃爾科廖省的聖羅薩區負責管轄，屬於安地斯山脈的一部分，海拔高度5,300米。